# Саксен-Эйзенберг

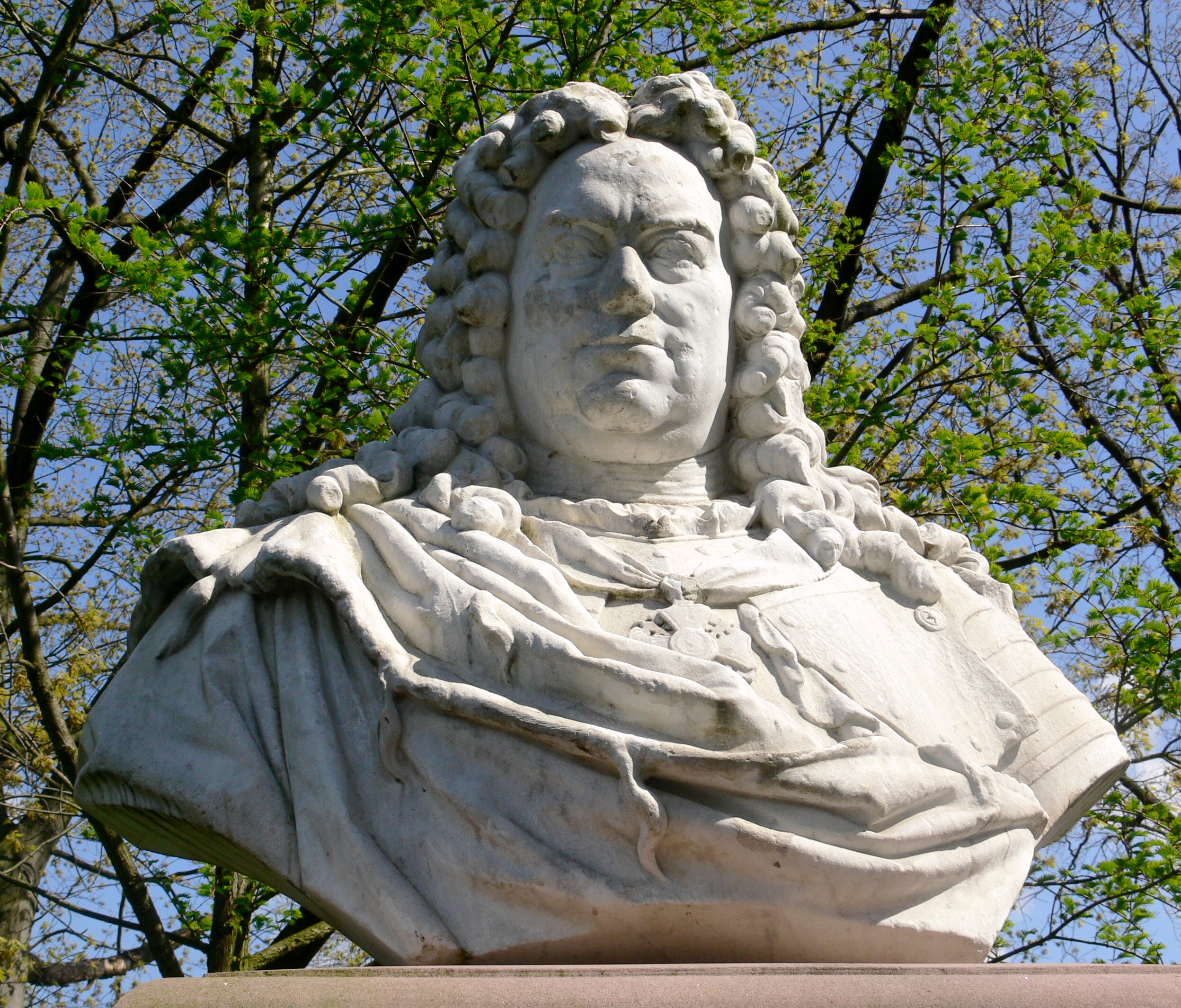
Бюст единственного герцога Саксен-Эйзенбергского в дворцовом парке Айзенберга

Саксен-Эйзенберг (нем. Sachsen-Eisenberg) — эрнестинское герцогство на северо-востоке современной федеральной земли Тюрингия со столицей в Эйзенберге, просуществовавшее с 1680 по 1707 годы.

## История
При разделе наследства герцога Саксен-Гота-Альтенбурга Эрнста I Благочестивого между его семью сыновьями земли Эйзенберга отошли пятому сыну Кристиану. В 1680—1692 годах в Эйзенберге был перестроен барочный дворец Кристиансбург и появилась дворцовая церковь, считающаяся самой красивой барочной церковью Тюрингии. Расходы на строительство привели к финансовым проблемам небольшого государства, которые герцог пытался устранить с помощью алхимии. После смерти бездетного герцога Кристиана в 1707 году его владения отошли Саксен-Гота-Альтенбургу.